# توماس هینمن مورر
توماس هینمن مورر (انگلیسی: Thomas Hinman Moorer; ۹ فوریهٔ ۱۹۱۲ – ۵ فوریهٔ ۲۰۰۴) ادمیرال خلبان نیروی دریایی ایالات متحده آمریکا بود، که در فاصله سال‌های ۱۹۷۰ تا ۱۹۷۴ به‌عنوان هفتمین رئیس ستاد مشترک نیروهای مسلح ایالات متحده آمریکا فعالیت می‌کرد.
مورر فعالیت نظامی را از سال ۱۹۳۳ در نیروی دریایی آمریکا آغاز کرد، از ۱۹۶۴ تا ۱۹۶۵ فرمانده ناوگان اقیانوس آرام ایالات متحده بود، از ۱۹۶۵ تا ۱۹۶۷ فرماندهی نیروهای ناوگان ایالات متحده آمریکا را برعهده داشت و از ۱۹۶۷ تا ۱۹۷۰ به‌عنوان هجدهمین فرمانده عملیات نیروی دریایی آمریکا فعالیت می‌کرد. وی در جنگ جهانی دوم و جنگ ویتنام حضور داشت و در سال ۱۹۷۴ پس از ۴۱ سال خدمت در نیروهای مسلح آمریکا بازنشسته شد.